# Ster (Werbevermarkter)

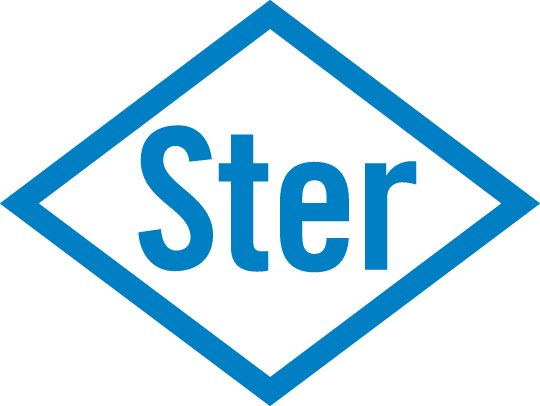
Logo der Ster

Die Ster, eine Abkürzung von Stichting Ether Reclame (welche auch dem niederländischen Wort für Stern entspricht), ist eine Stiftung (Stichting), die beim Nederlandse Publieke Omroep (NPO), dem öffentlich-rechtlichen Rundfunk der Niederlande, zuständig für die Werbung ist. Jedoch arbeitet die Ster unabhängig von diesem.

## Historie
1965 wurde die Stichting tot Uitzenden van Reclame (Stiftung zum Sendung von Werbung) geschaffen. Da die genutzte Abkürzung SUR ähnlich klingt, wie das niederländische Wort für sauer, wurde der Name 1967 geändert in Ster. Die Reklameblöcke wurden nur vor den Hauptnachrichten im Fernsehen, dem NOS Journaal, und den Radionachrichten ausgestrahlt. Zu Ende der 1980er Jahre wurden zudem die „schwebenden“, also zeitlich frei zu verwendende  Werbeblöcke eingeführt; das sind Werbeblöcke, die nicht nur vor und nach den Nachrichten eingefügt wurden. Ab 1991 wurde Werbung auch am Sonntag ausgestrahlt.
Ab 1972 wurde vor, nach und zwischen den Werbespots Animationsfilmchen der Puppenfigur Loeki de Leeuw eingefügt, bisweilen auch nur ästhetische Lissajous-Figuren. In den 1980er Jahren gab es zudem Werbeblöcke vor und nach den 17:30 Uhr-Nachrichten. Hier waren als Werbetrenner Tierchen mit langen Ohren („Jiggles“) zu sehen, hatten aber nicht die gleiche Beliebtheit wie die Loeki-de-Leeuw-Spots. Seit 2004 wurden zwischen den Werbespots keine Werbetrenner mehr genutzt, sondern die Werbespots wurden wie bei den kommerziellen Sendern nacheinander gezeigt. Allerdings sorgte eine Unterschriftenaktion dafür, dass das Maskottchen Loeki seit Juni 2021 wieder einen Platz in der Werbung des Ster erhielt.

## Inhaltliche und zeitliche Gestaltung
Ster ist es nicht erlaubt mehr als 10 % und täglich nicht mehr als 15 % der Gesamtsendezeit mit Werbung zu füllen. Auch darf die Stiftung keine programmunterbrechende Werbung ausstrahlen. Die Werbung ist strikt von den Programmen des öffentlich-rechtlichen Senders getrennt; Werbung darf das Programm nicht beeinflussen; Beschwerden über die Inhalte können dem Reclame Code Commissie gemeldet werden, dem die Ster angehört.
Im Juni 2019 beschloss das Ministerium unter Arie Slob Fernsehsendungen des öffentlich-rechtlichen Rundfunks vor 20:00 Uhr werbefrei zu halten. Des Weiteren entfallen Werbespots und Anzeigen, die bislang online auf den jeweiligen Webseiten geschaltet wurden, vollständig. Dies sollte zu einem Rückgang der Ster-Umsätze um ein Drittel führen. Slob zeigte sich bereit, einen Teil des Rückgangs der Werbeeinnahmen zu kompensieren. Der staatliche Beitrag für den öffentlich-rechtlichen Rundfunk beträgt 40 Millionen Euro pro Jahr, die restlichen 20 Millionen sollen durch Kosteneinsparungen bei den Sendern gedeckt werden.

## Einnahmesituation
Der Ster verkauft Werbeminuten auf öffentlich-rechtlichen Fernseh- und Radiowellen. Die Einnahmen werden nicht direkt an die NPO überwiesen, sondern an das Ministerie van Onderwijs, Cultuur en Wetenschap, welches wiederum die NPO finanziert.
Die Einnahmen, bzw. die Gelder, die dem Ministerium zur Finanzierung des öffentlich-rechtlichen Rundfunks überwiesen werden, bewegen sich zwischen 166 Millionen Euro und 200 Millionen Euro.